# Lycoris
Lycoris is een geslacht uit de narcisfamilie (Amaryllidaceae). De soorten komen voor van Nepal tot in Japan.

## Soorten
- Lycoris anhuiensis Y.Xu & G.J.Fan
- Lycoris argentea Worsley
- Lycoris aurea (L'Hér.) Herb.
- Lycoris caldwellii Traub
- Lycoris chinensis Traub
- Lycoris guangxiensis Y.Xu & G.J.Fan
- Lycoris haywardii Traub
- Lycoris houdyshelii Traub
- Lycoris hunanensis M.H.Quan, L.J.Ou & C.W.She
- Lycoris incarnata Comes ex Sprenger
- Lycoris josephinae Traub
- Lycoris longituba Y.C.Hsu & G.J.Fan
- Lycoris radiata (L'Hér.) Herb.
- Lycoris rosea Traub & Moldenke
- Lycoris sanguinea Maxim.
- Lycoris shaanxiensis Y.Xu & Z.B.Hu
- Lycoris sprengeri Comes ex Baker
- Lycoris squamigera Maxim.
- Lycoris straminea Lindl.
- Lycoris traubii W.Hayw.

## Hybriden
- Lycoris ×albiflora Koidz.
- Lycoris ×chejuensis K.H.Tae & S.C.Ko
- Lycoris ×hubeiensis Kun Liu

... · 
Acis · 
Amaryllis · 
Boophone · 
Clivia · 
Crinum (Haaklelie) · 
Galanthus (Sneeuwklokje) · 
Hippeastrum · 
Hymenocallis · 
Leucojum (Narcisklokje) · 
Narcissus (Narcis) · 
Pancratium · 
Scadoxus · 
Sprekelia · 
Sternbergia · 
...